# Victory n.º 226
Victory n.º 226 es un municipio rural canadiense situado en la provincia de Saskatchewan.

## Superficie
Victory n.º 226 tiene una superficie de 1360,62 km².

## Demografía
En 2021, tenía 434 habitantes, una densidad poblacional de 0,3 hab./km², y 233 viviendas.